# Josef Stübben

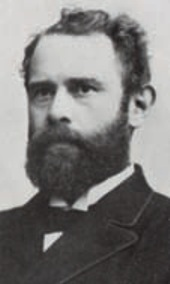
Josef Stübben, vor 1888

Hermann Josef Stübben (* 10. Februar 1845 in Hülchrath, Kreis Grevenbroich; † 8. Dezember 1936 in Frankfurt am Main) war ein deutscher Architekt und Stadtplaner.

## Leben und Wirken
Josef Stübben wurde am 10. Februar 1845 als erstes von zehn Kindern in Hülchrath (heute Stadt Grevenbroich im Rhein-Kreis Neuss) geboren. Der Vater Franz Joseph (1821–1900) war Holzhändler, die Mutter (Anna) Sophie geborene Wyrich (1821–1897) entstammte einer Bauernfamilie. Stübben besuchte höhere Schulen und erwarb 1863 am Städtischen Realgymnasium in Düsseldorf das Reifezeugnis. Nach einem Praxisjahr begann er im Oktober 1864 sein Studium an der Berliner Bauakademie. Während seines Studiums wurde er Mitglied im Akademischen Verein Motiv. Nach bestandenem Baumeister-Examen wurde er am 24. Juni 1871 zum Regierungsbaumeister (Assessor in der öffentlichen Bauverwaltung) ernannt. Er arbeitete anschließend beim Eisenbahnbau in Elberfeld und Holzminden, danach von 1876 bis 1881 als Stadtbaumeister in Aachen als Nachfolger von Friedrich Joseph Ark. Am längsten, nämlich 17 Jahre, war er danach von 1881 bis 1898 als Stadtbaumeister bzw. Stadtbaurat und Beigeordneter in Köln tätig. Von 1892 bis 1898 war er Vorsitzender der Kommission der Stadterweiterung in Posen. Von 1898 bis 1902 war er Vorstandsmitglied der Elektrizitätsgesellschaft „Helios“ in Köln. Von 1904 bis 1920 lebte und arbeitete er in Berlin, ab 1920 verbrachte er seinen Ruhestand in Münster. Er war seit 1871 mit Ottilie geb. Wortmann (1845–1916) verheiratet; beide hatten fünf gemeinsame Kinder, darunter den Juristen Oskar Stübben und die Tochter Sophie Julia Viktoria (1872–1943), die in zweiter Ehe mit Alfred Haehner, dem Leibarzt des abgedankten Kaisers Wilhelm II., verheiratet war.

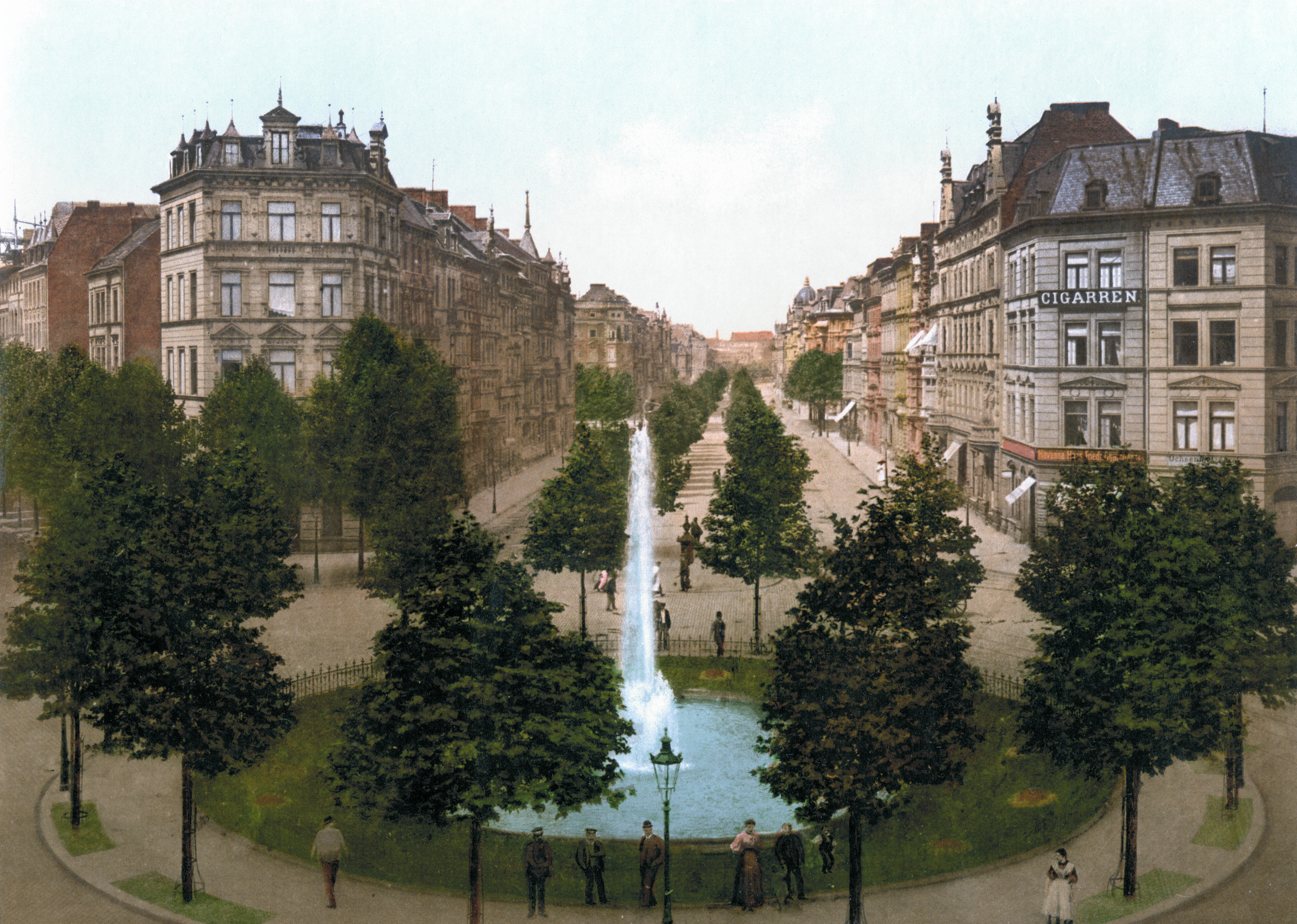
Hohenstaufenring in der nach Stübbens Plänen erbauten Kölner Neustadt, um 1900

Stübben nahm wesentlichen Einfluss auf die Stadtentwicklung Kölns im ausgehenden 19. Jahrhundert. Nach seinen Plänen wurden nach dem Abriss der acht Kilometer langen mittelalterlichen Stadtmauer die Neustadt aufgebaut und Bauwerke wie die Hahnentorburg, Eigelsteintorburg und der Bayenturm restauriert. Er konzipierte den prachtvollen Kölner Ringboulevard und schlug vor, diesen nach deutschen Herrscherfamilien zu benennen. Sein eigenes Wohnhaus Hohenzollernring 56 war eines der ersten, aber auch eines der schmalsten, die hier errichtet wurden. 1880 erarbeiteten Stübben und Karl Henrici einen Vorschlag für den Bau des Rheinauhafens. Die 1884 gegründete Hafenreform-Commission wurde von Stübben geleitet und unterstützte die Pläne für den Hafenbau, der 1898 abgeschlossen werden konnte. Am 14. Mai 1891 wurde Stübben von der Kölner Stadtverordnetenversammlung für sechs Jahre zum unbesoldeten Beigeordneten „in Anerkennung seiner Verdienste in bezug auf die Stadterweiterung“ gewählt. Der vorgesehenen Gratifikation in Höhe von 50.000 Mark versagte jedoch der Bezirksausschuss die Genehmigung.
Ende 1890 erschien Stübbens grundlegende Publikation Der Städtebau als neunter Band des Handbuchs der Architektur. Zu dieser Zeit gab es außer Reinhard Baumeisters Stadterweiterungen (erschienen 1876) keine entsprechende Veröffentlichung zu den Problemen des Städtebaues. Stübbens Publikation erschien in drei Auflagen (1890, 1907, 1924).
Josef Stübben wurde in vielen Städten in Deutschland und im Ausland zu Rate gezogen. Nach seinen städtebaulichen Entwürfen wurden Bauwerke und Stadtteile erbaut, restauriert und verändert. Er gewann viele Wettbewerbe und erhielt für seine Arbeit zahlreiche Auszeichnungen.

## Ehrungen
Im Februar 1904 wurde Stübben von der Technischen Hochschule Karlsruhe die Ehrendoktorwürde (Dr.-Ing. E. h.) verliehen; dort lehrte Reinhard Baumeister als der Begründer des deutschen Städtebaues. Stübben erhielt am 10. Februar 1925 auf Antrag von Josef Brix und Felix Genzmer auch die Ehrendoktorwürde der Philosophischen und naturwissenschaftlichen Fakultät der Universität Münster. Im Jahr 1935 wurde Josef Stübben mit der Goethe-Medaille für Kunst und Wissenschaft ausgezeichnet. Zudem war er unter anderem Ehrenmitglied in den Architektenvereinen in Köln, Aachen und Paris. Eine von dem österreichischen Bildhauer Wolfgang Wallner geschaffene Gedenkplakette an der Hahnentorburg in Köln erinnert an Stübben. In Dortmund und Münster sind eine Straße nach ihm benannt. In Berlin erinnern eine Straße und eine Gedenktafel an ihn. In seinem Geburtsort Hülchrath wurde Stübben ein Denkmal auf dem Sebastianusplatz errichtet.

## Werk

### Städtebauliche Planungen (Auswahl)

#### Im Deutschen Reich
- Aachen
- Altona (heute Hamburg-Altona, 1890 Diebsteichviertel, 1898 Generalbebauungsplan nach Auftrag 1893, umgesetzt unter der Ägide von Josef Brix)
- Berlin
- Bromberg
- Darmstadt (Paulusviertel 1895, nicht umgesetzt)
- Düsseldorf (Drei Stübbenringe 1885 um Düsseldorf herum. Der Fürstenplatz ist einer der schönsten Stübben‘schen Sternplätze. Konzeption des neuen Stadtteils Oberkassel mit Ring-, Radial- und Diagonalstraßen. Zwischen 1900 und 1914 entstand so ein im geschlossenen Blocksystem bebautes Wohngebiet.)
- Dortmund
- Fürstenberg (Eisenbahnbrücke über die Weser)
- Godesberg-Villenviertel
- Glogau
- Kiel (Stübben-Plan, 1901)
- Koblenz (Stübben-Plan, 1889)[5]
- Düsseldorf-Oberkassel
- Posen
- Saarlouis
- Waldenburg (Stadtteil Neustadt)

#### Im Ausland
- De Haan, belgische Küste
- Esch an der Alzette
- Luxemburg
- Bilbao (1926)
- Madrid (1930)
- Diedenhofen[6] (1904)

### Bauwerke in Köln

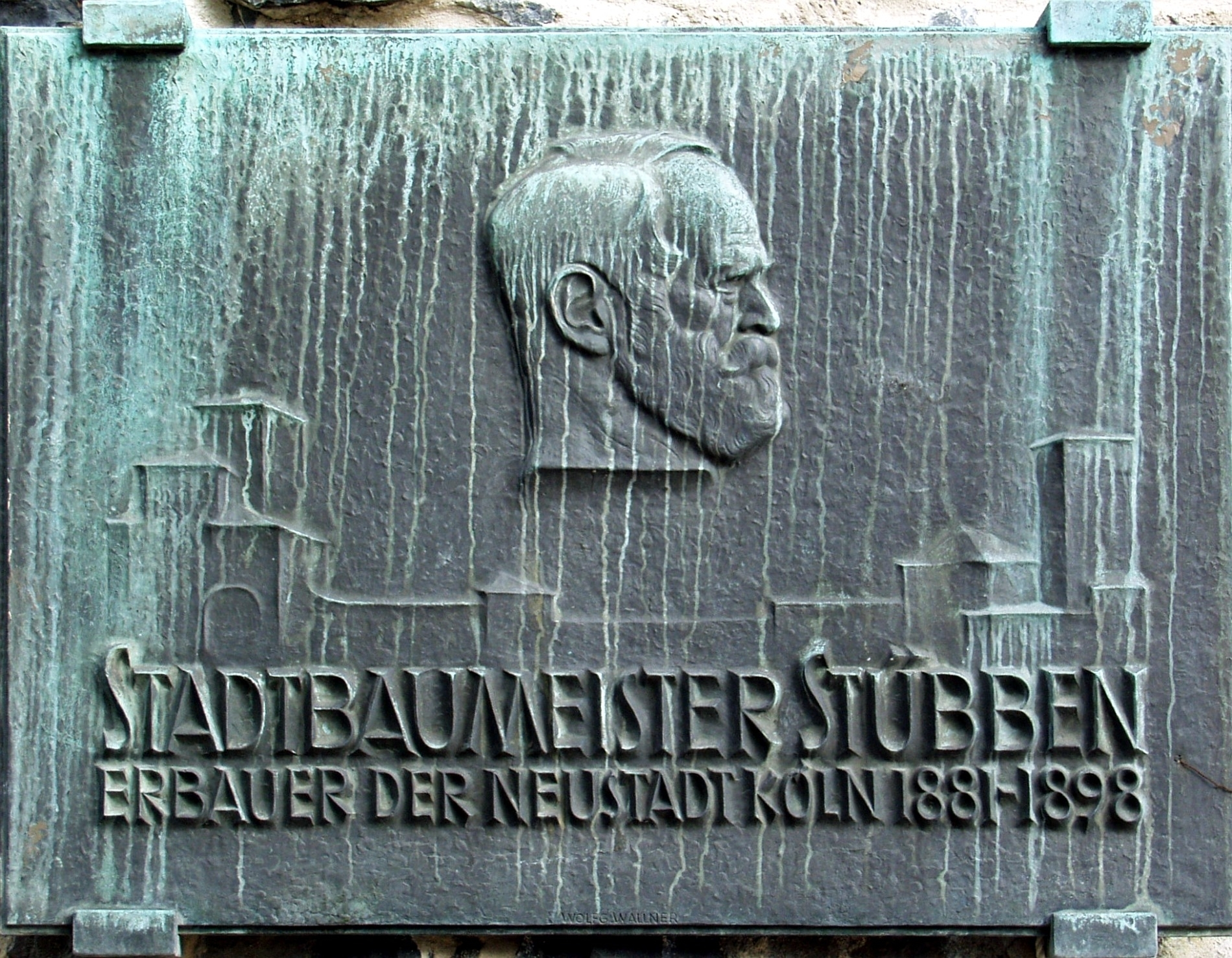
Gedenktafel an der Hahnentorburg, Köln

- Kölner Ringe
- Hohenstaufenbad
- Brüsseler Platz
- Rheinauhafen

### Schriften
- mit Jean Geoffroy Conrath und Franz Andreas Meyer: Technisches Gutachten betreffend den Bebauungsplan von Düsseldorf. (1884). In: Josef Durm, Hermann Ende, Eduard Schmitt, Heinrich Wagner (Hrsg.): Handbuch der Architektur. Teil 4: Entwerfen, Anlage und Einrichtung der Gebäude. Halbband 9: Der Städtebau. Verlag von Arnold Bergstrasser, Darmstadt 1890, S. 558–561 (PDF)
- Der Städtebau. In: Handbuch der Architektur. 1890. (siehe oben)
- Der Bau der Städte in Geschichte und Gegenwart. 1895.
- Hygiene des Städtebaues. 1896.
- Die Bedeutung der Bauordnungen und Stadtbauplänen für das Wohnungswesen. 1902.
- Vom englischen Städtebau. 1912.
- Vom französischen Städtebau. 1915.